# Paramesosella medioalba
Paramesosella medioalba là một loài bọ cánh cứng trong họ Cerambycidae.